# Montet (Broye)

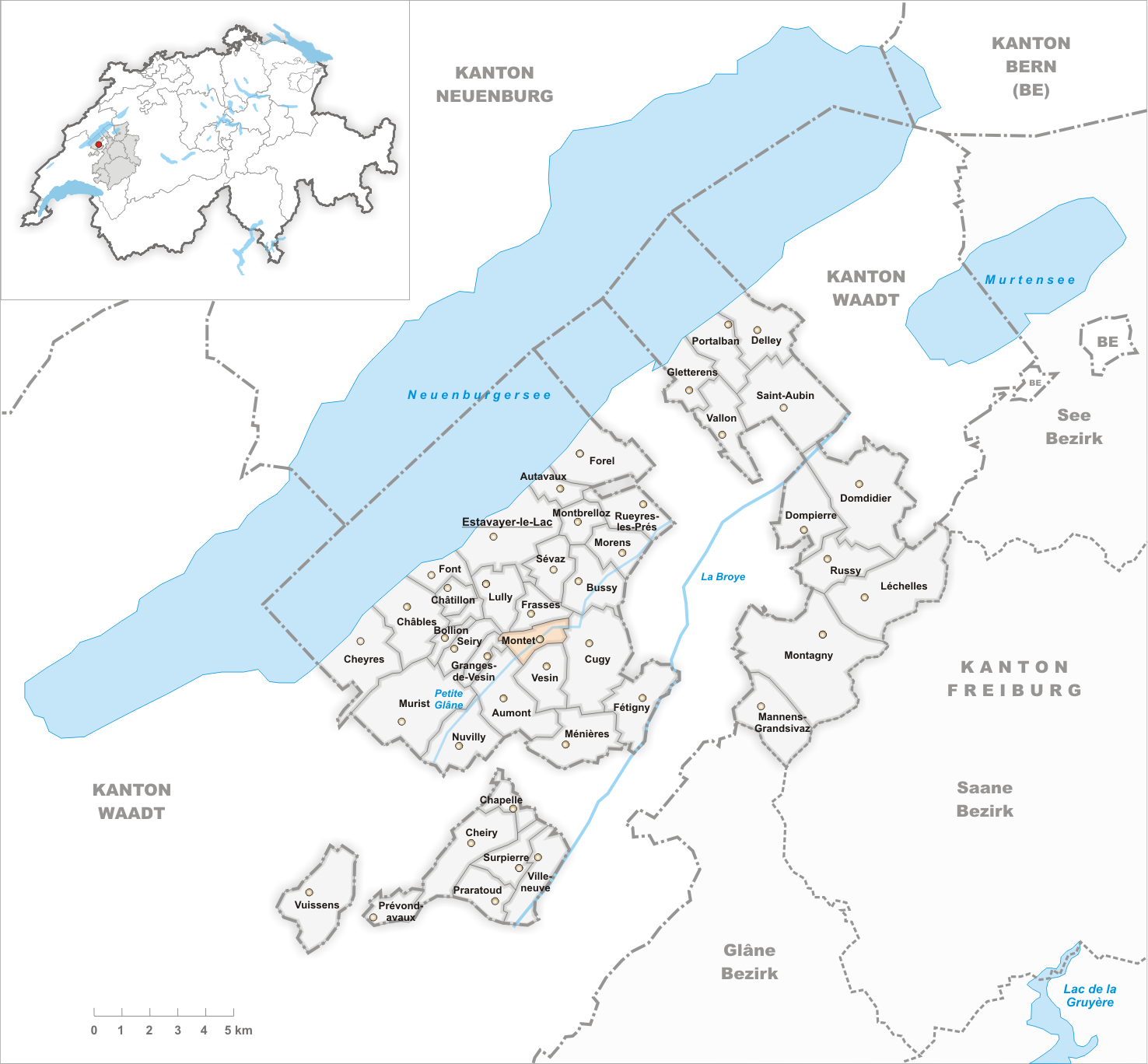
Gemeindestand vor der Fusion am 1. Januar 2004

Montet (Broye) ist eine Ortschaft und früher selbständige politische Gemeinde im Distrikt Broye des Kantons Freiburg in der Schweiz. Am 1. Januar 2004 fusionierte Montet (Broye) mit Frasses, Granges-de-Vesin und Aumont zur neuen Gemeinde Les Montets.

## Geographie
Montet (Broye) liegt auf 490 m ü. M., vier Kilometer südsüdöstlich des Bezirkshauptortes Estavayer-le-Lac (Luftlinie). Das Dorf erstreckt sich auf einer Anhöhe zwischen der Petite Glâne im Süden und der breiten Talmulde des Arignon im Norden, am Nordostfuss des Molassehügellandes zwischen dem Neuenburgersee und dem Broyetal, im nordwestlichen Freiburger Mittelland. Die ehemalige Gemeindefläche betrug rund 2,0 km². Das Gebiet hatte im äussersten Osten Anteil an der Broyeebene und reichte über die Anhöhe von Montet (Broye) und das Tal der Petite Glâne, in die hier der linke Seitenbach Bainoz mündet, bis auf die Molassehöhe westlich von Vesin.

## Bevölkerung
Mit 408 Einwohnern (2002) zählte Montet (Broye) vor der Fusion zu den kleinen Gemeinden des Kantons Freiburg. Zu Montet (Broye) gehören einige Einzelhöfe.
Einwohnerzahlen: Volkszählungsdaten

## Wirtschaft
Montet (Broye) war bis in die zweite Hälfte des 20. Jahrhunderts ein vorwiegend durch die Landwirtschaft geprägtes Dorf. An der Petite Glâne wurden früher Mühlen und eine Sägerei betrieben. Noch heute haben der Ackerbau, der Obstbau und die Viehzucht einen wichtigen Stellenwert in der Erwerbsstruktur der Bevölkerung. Weitere Arbeitsplätze sind im lokalen Kleingewerbe und im Dienstleistungssektor vorhanden, unter anderem in einer Möbelfabrik und in einem Betrieb des Metallbaus. In Montet befindet sich eines der Ausbildungszentren der internationalen Fokolarbewegung (eine katholische Laienbewegung). Im Jahr 2010 leben dort etwa 100 Männer und Frauen aus aller Welt, von denen viele eine einjährige Lebensschule besuchen. Das Bildungs- und Begegnungszentrum wird jedes Jahr von etwa 5000 Personen (Gruppen von Jugendlichen, katholischen Pfarreien und reformierten Kirchgemeinden, Familien usw.) besucht. In den letzten Jahrzehnten hat sich das Dorf auch zu einer Wohngemeinde entwickelt. Viele Erwerbstätige sind deshalb Wegpendler, die hauptsächlich in den Regionen Estavayer-le-Lac und Payerne arbeiten.

## Verkehr
Das Dorf liegt an der alten Hauptstrasse von Payerne nach Estavayer-le-Lac. Der nächste Anschluss an die Autobahn A1 (Lausanne–Bern), die im Jahr 2001 eröffnet wurde und das nördliche Gemeindegebiet durchquert, befindet sich rund 2 km vom Ortskern entfernt. Durch eine Buslinie der Transports publics Fribourgeois, die von Estavayer-le-Lac aus über Cugy und Combremont nach Granges-près-Marnand verkehrt, ist Montet (Broye) an das Netz des öffentlichen Verkehrs angebunden. Die Eisenbahnlinie von Payerne nach Yverdon-les-Bains verläuft nur wenige 100 m östlich des Dorfes, besitzt aber keine Haltestelle auf dem Gemeindeboden.

## Geschichte
Die erste urkundliche Erwähnung des Ortes erfolgte 1184 unter dem Namen Montel; von 1215 ist die Bezeichnung Monz überliefert. Montet ist eine Diminutivform des französischen Wortes mont (Berg).
Seit dem Mittelalter unterstand Montet (Broye) der Herrschaft Estavayer. Nachdem Bern 1536 das Waadtland erobert hatte, kam das Dorf unter die Herrschaft von Freiburg und wurde der Vogtei Estavayer zugeteilt. Nach dem Zusammenbruch des Ancien Régime (1798) gehörte Montet (Broye) während der Helvetik und der darauffolgenden Zeit zum Bezirk Estavayer, bevor es 1848 in den Bezirk Broye eingegliedert wurde.
Im Rahmen der seit 2000 vom Kanton Freiburg geförderten Gemeindefusionen sprachen sich die Bewohner von Montet (Broye), Frasses, Granges-de-Vesin und Aumont für eine Fusion aus. Mit Wirkung auf den 1. Januar 2004 entstand deshalb die neue Gemeinde Les Montets.

## Sehenswürdigkeiten

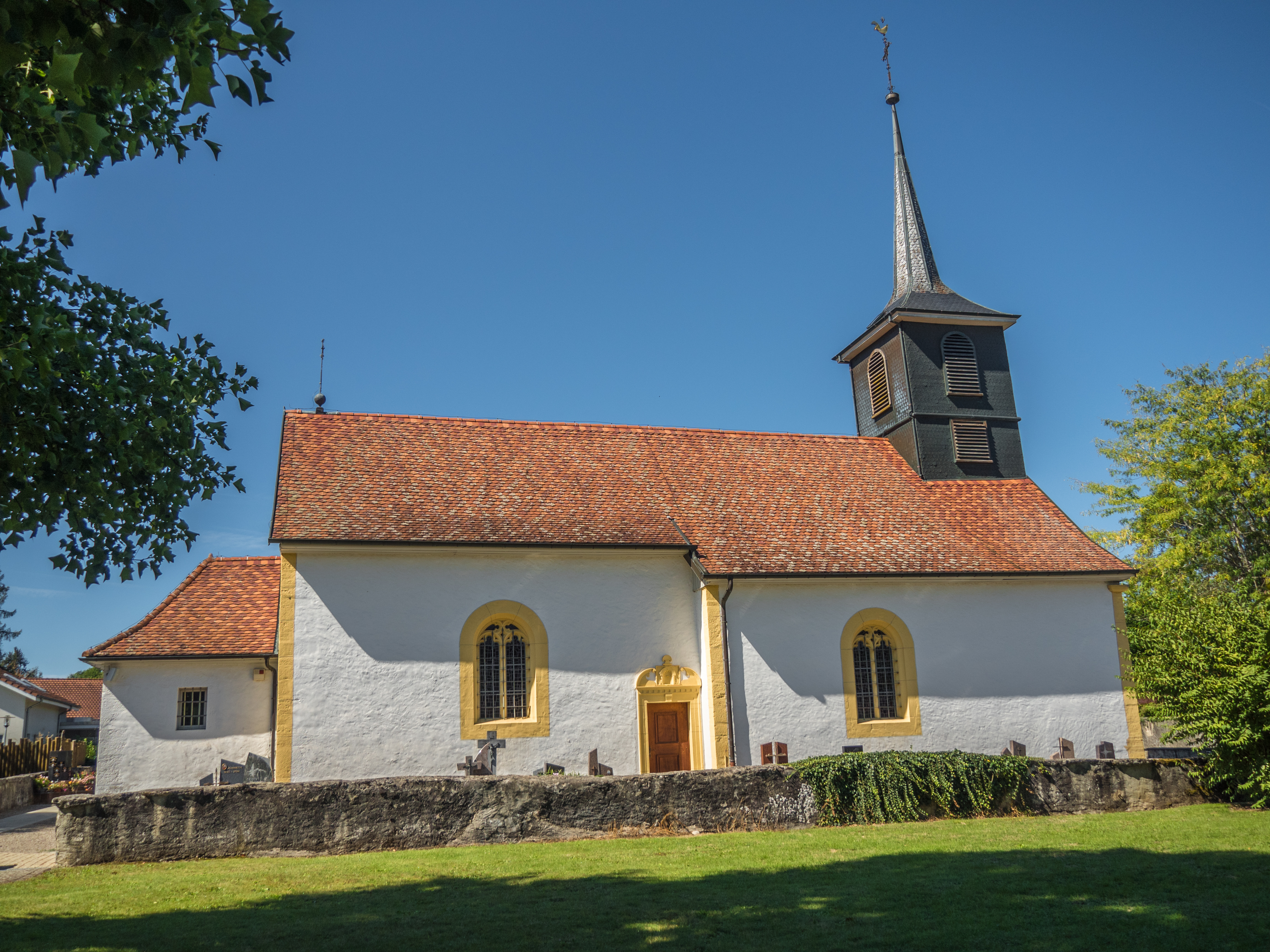
Pfarrkirche Sainte-Trinité

Die Pfarrkirche Sainte-Trinité wurde 1663 geweiht und besitzt einen eindrucksvollen barocken Altar.